# 조정래 (영화 감독)
조정래(1973년 ~ )는 대한민국의 영화 감독이다.

## 학력
- 대구고등학교
- 중앙대학교 영화학과

## 경력
- JO Entertainment 대표 (영화감독)
- 한국전통문화예술협회 고문

## 감독 작품
- 《종기》 (2000) (졸업 작품)[2]
- 《청개구리 이야기》 (2006) (클레이 애니메이션)[3]
- 《두레소리》 (2012)
- 《파울볼》 (2015)
- 《귀향》 (2016)

## 수상
- 2015년 한국정신대문제대책협의회 김학순상
- 2016년 제36회 황금촬영상 신인감독상 《귀향》
- 2016년 한국영화를 빛낸 스타상 시상식 감독상
- 2016년 제33회 가톨릭대상 문화부문
- 2016년 제53회 대종상 신인감독상 《귀향》
- 2021년 제26회 춘사영화제 특별상 (극영화부문) 《광대: 소리꾼 감독판》